# Dipaculao
Dipaculao (Bayan ng Dipaculao) är en kommun i Filippinerna. Kommunen ligger på ön Luzon, och tillhör provinsen Aurora. Folkmängden uppgår till 29 736 invånare år 2015.

## Barangayer
Dipaculao är indelat i 25 barangayer.
| - Bayabas - Buenavista - Borlongan - Calaocan - Dianed - Diarabasin - Dibutunan - Dimabuno - Dinadiawan - Ditale - Gupa - Ipil - Laboy | - Lipit - Lobbot - Maligaya - Mijares - Mucdol - North Poblacion - Puangi - Salay - Sapangkawayan - South Poblacion - Toytoyan - Diamanen |

## Bildgalleri

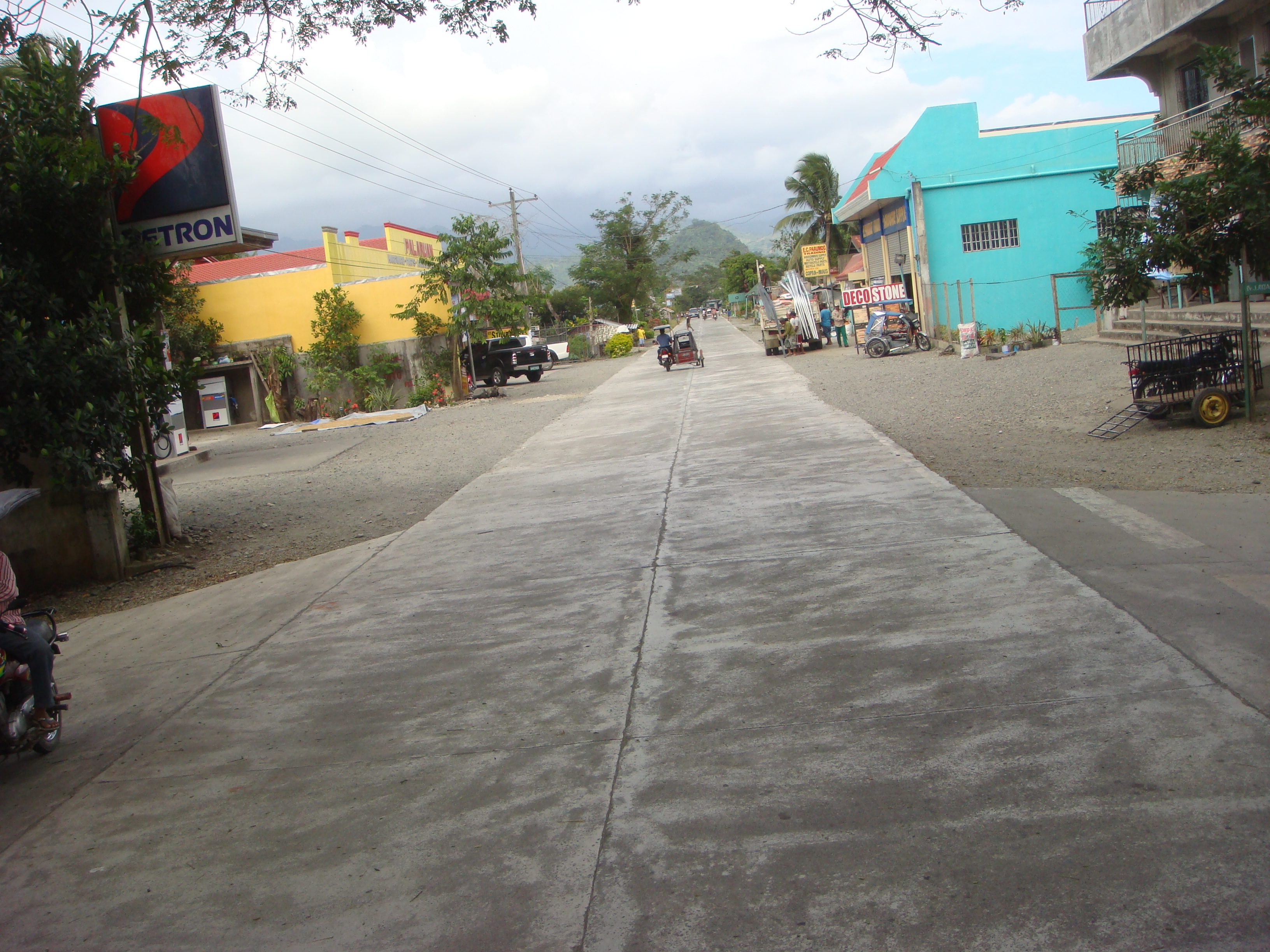
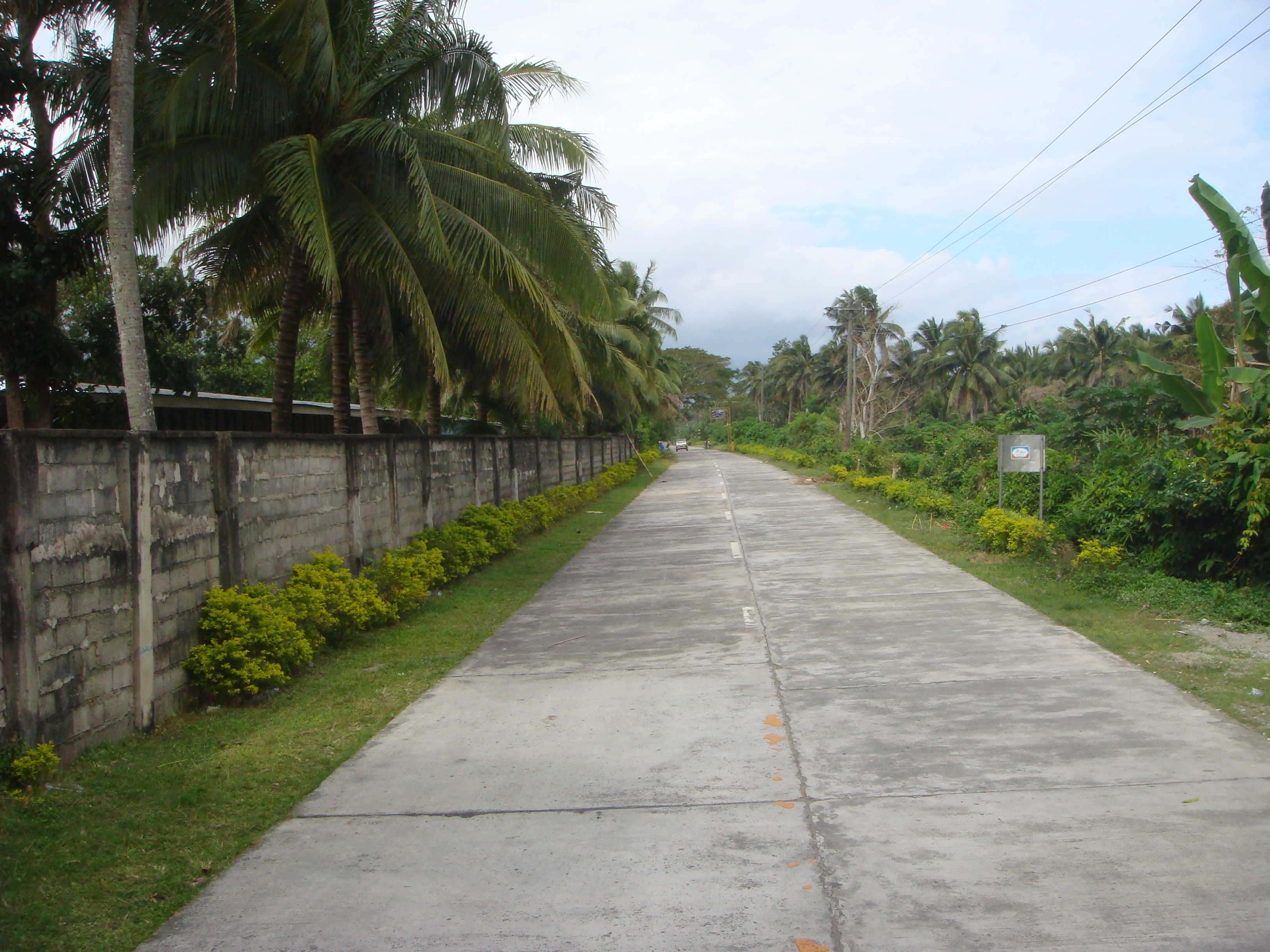
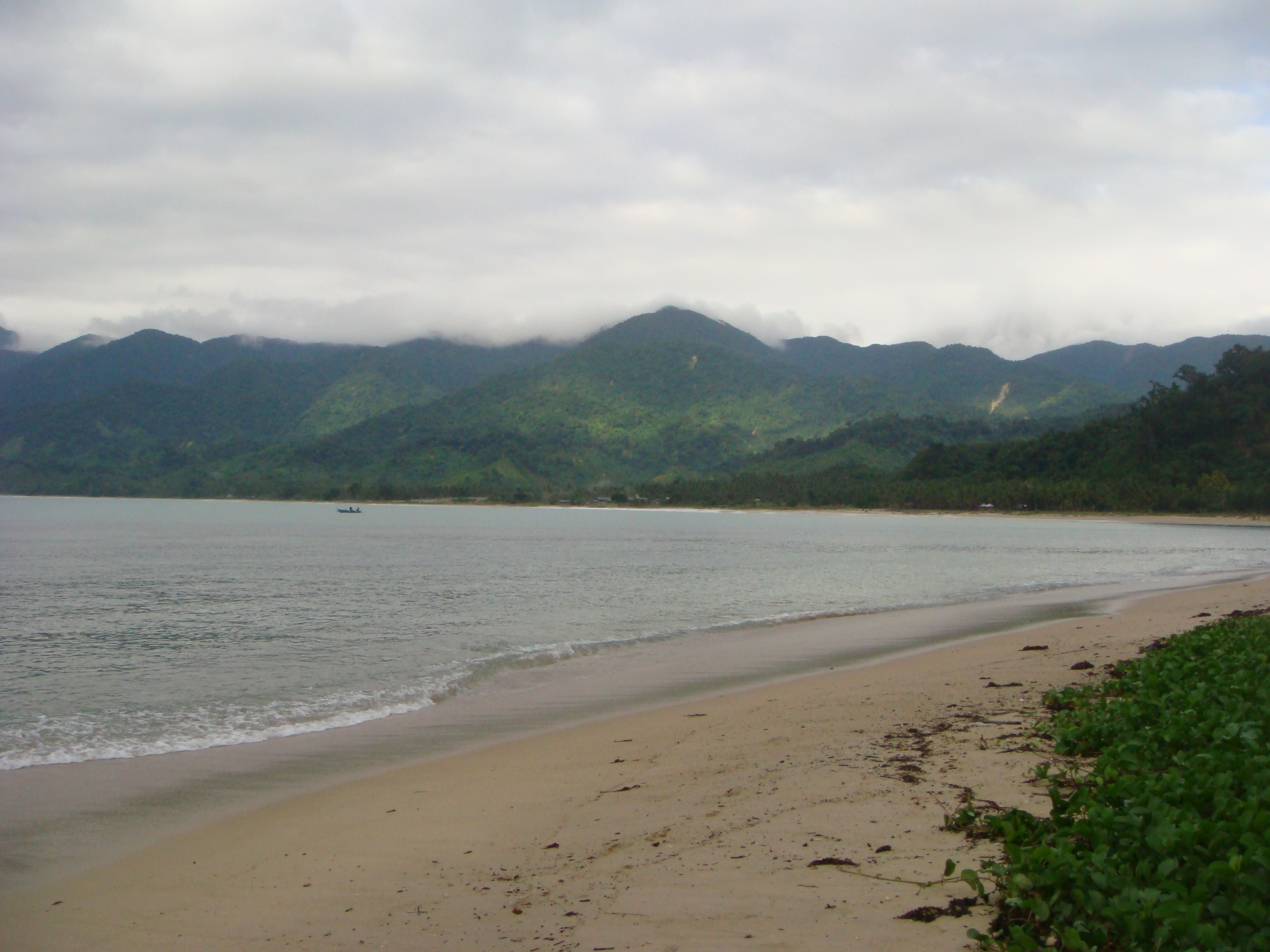
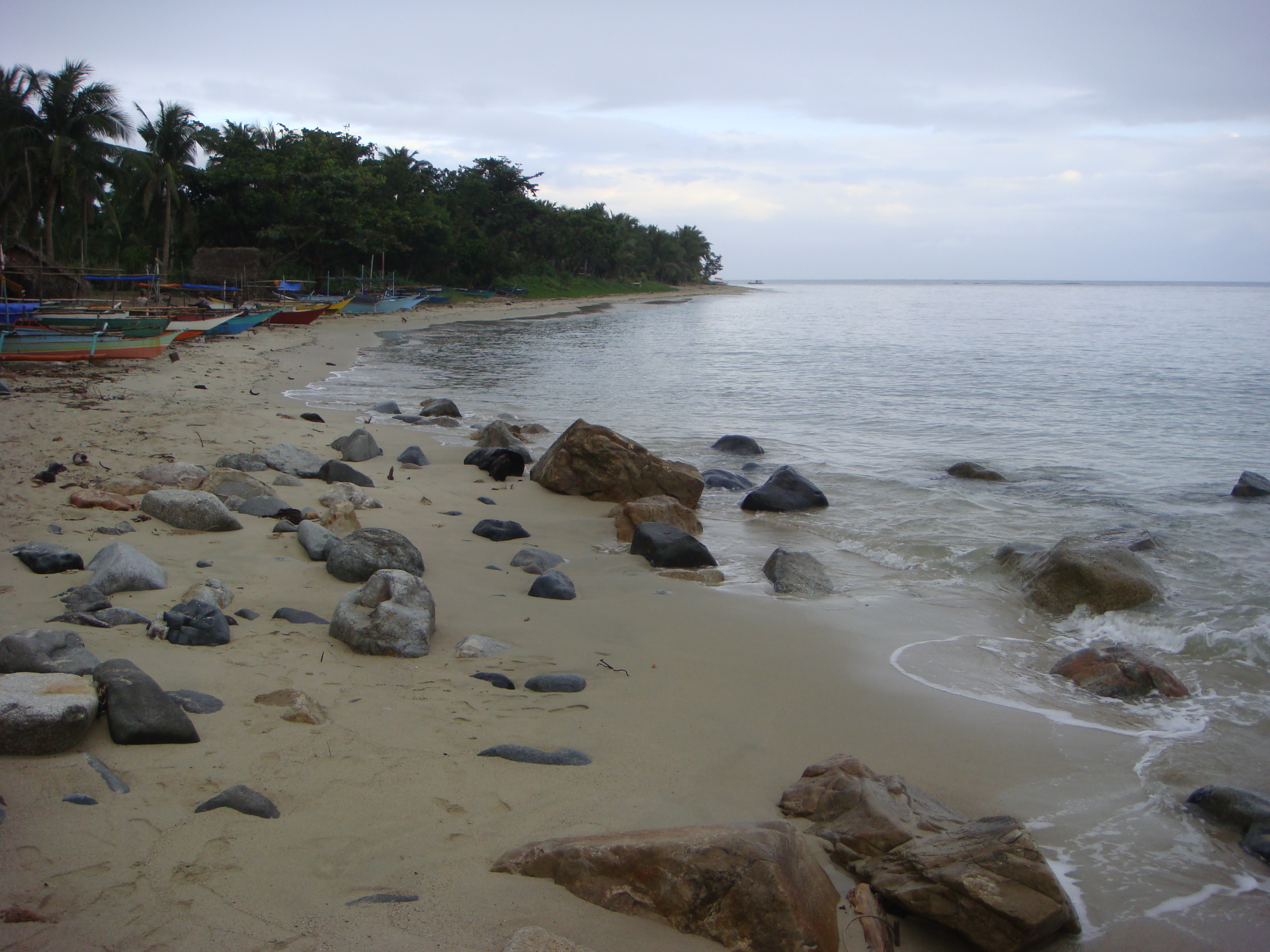
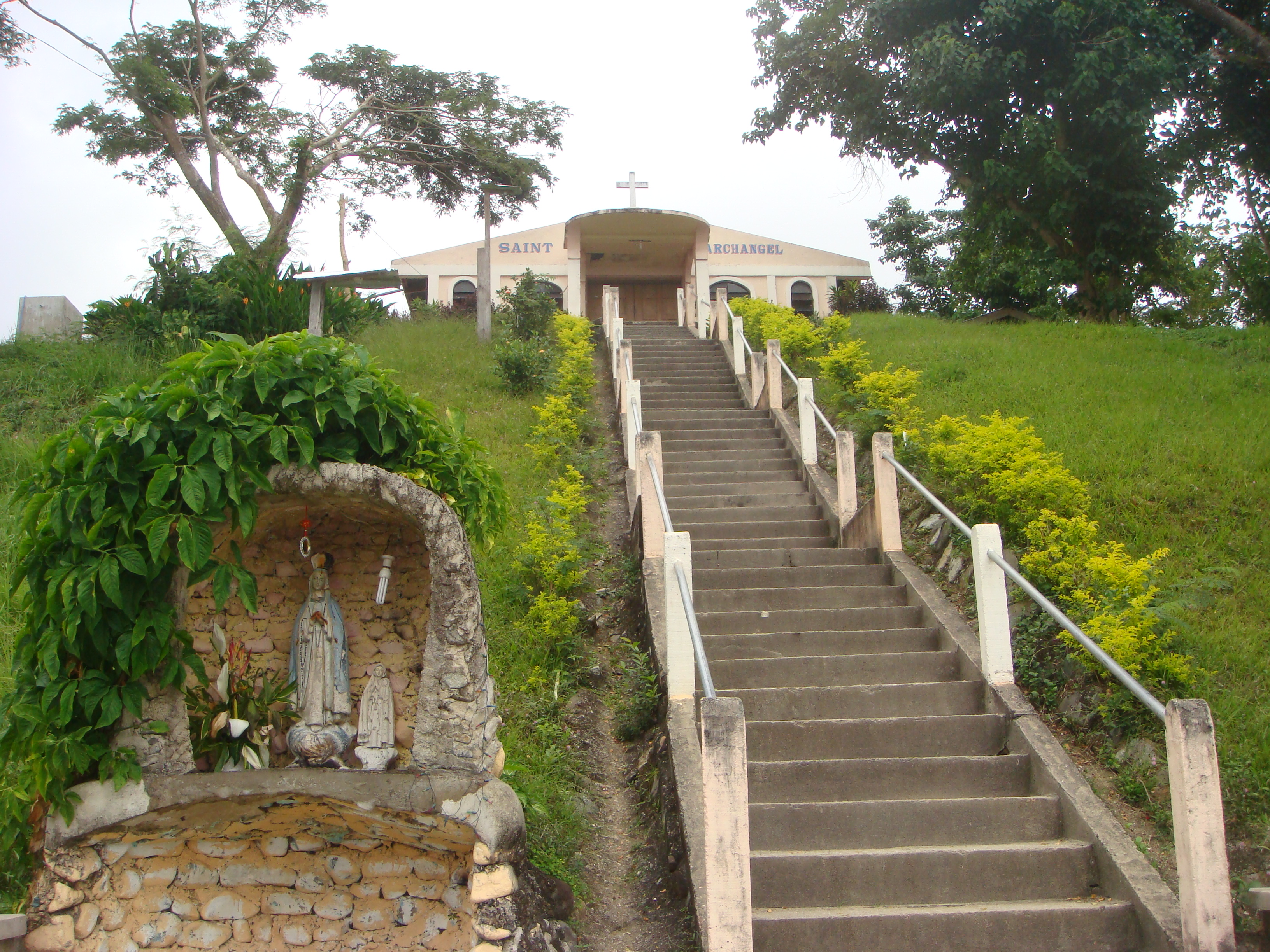